# Viljar Loor
Viljar Loor (* 1. Oktober 1953 in Tartu; † 22. März 2011) war ein sowjetischer Volleyballspieler estnischer Herkunft.

## Karriere
Viljar Loor fing als Zehnjähriger an, Volleyball zu spielen und wurde dabei von seinem Vater Valdur Loor trainiert, der selbst Volleyballspieler und Schiedsrichter gewesen war. 1970 gab Loor sein Debüt in der Meisterschaft der Estnischen SSR und gewann mit der Juniorenmannschaft der Estnischen SSR die sowjetische Juniorenmeisterschaft. 1971 wurde er zum Kapitän der sowjetischen Juniorennationalmannschaft ernannt, mit der er 1971 und 1973 den Europameistertitel gewinnen konnte. Nachdem er 1974 mit Kalev Tallinn Meister der Estnischen SSR geworden war, wechselte er 1975 zu ZSKA Moskau, mit dem er sieben Mal (1975, 1976 und 1979 bis 1983) sowjetischer Meister, 1982 sowjetischer Pokalsieger, sowie 1975, 1977, 1982 und 1983 Gewinner des Europapokals der Landesmeister werden konnte. 1983 kehrt Loor zu Kalev Tallinn zurück, wo er bis 1985 spielte. Er beendete seine Karriere 1986 bei dem Tallinner Busfahrerverein (Tallinna Autobussikoondise meeskond), mit dem er 1985 und 1986 erneut Meister der Estnischen SSR geworden war. Nach dem Ende seiner aktiven Karriere arbeitete Loor, der 1977 ein Wirtschaftsstudium am Pädagogischen Institut Tallinn abgeschlossen hatte, von 1987 bis 1992 als Vizedirektor bei Agro Tartu, einem staatlichen Landwirtschaftsbetrieb. Nach der Loslösung Estlands von der Sowjetunion war Loor Inhaber einer Baufirma, die er mit seinem ebenfalls davor als Volleyballspieler aktiven Bruder Heldur Loor gegründet hatte. Von 2008 bis zu seinem Tod am 22. März 2011 führte er den Verband estnischer Olympioniken an.

## Nationalmannschaft
Von 1975 bis 1984 war Loor Mitglied der sowjetischen Volleyballnationalmannschaft. Mit dieser errang er bei den Olympischen Spielen 1980 in Moskau die Goldmedaille. 1978 und 1982 wurde er Weltmeister. 1975, 1977, 1979, 1981 und 1983 wurde Loor mit dem sowjetischen Team Europameister. 1977 und 1981 gewann er mit dem Team den Volleyball World Cup.